# تصویر ذهنی

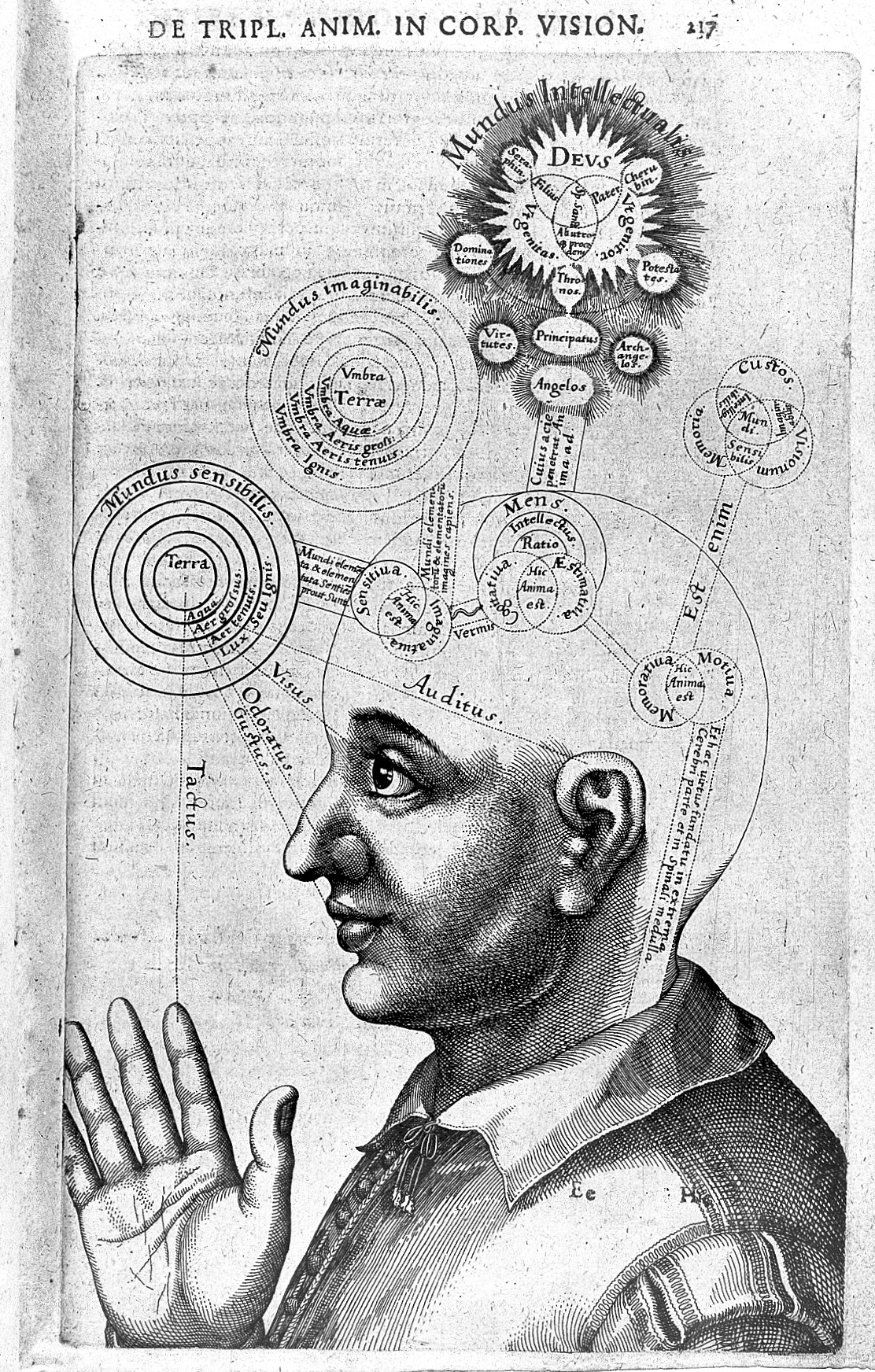
تصویر ذهنی

تصویر ذهنی (به انگلیسی: Mental image)بازسازی دنیای فیزیکی دور از یک انسان در ذهن او است. این عمل، در بیشتر موارد، شامل تجربهٔ درک یک شیء، رویداد یا صحنه است که در واقعیت، قابل حس نیست. در برخی شرایط، تصویر ذهنی می‌تواند اثری مشابه تجربه واقعی داشته باشد.
طبیعت این تجربه‌ها، چیزی که آن‌ها را امکان‌پذیر می‌سازد و عملکرد آن‌ها مدت زیادی در فلسفه، روان‌شناسی، علوم شناختی و اخیراً علوم اعصاب مورد بحث و پژوهش بوده‌است. بیشتر بررسی‌های فلسفی و علمی روی تصویر ذهنی بصری تمرکز دارد؛ ولی تصویر ذهنی می‌تواند شامل اطلاعات از هر منبع ورودی حسی از جمله تصویر شامه‌ای و تصویر سمعی باشد. گاهی چنین پنداشته می‌شود که برخی گونه‌های جانوران نیز قادر به تجربهٔ تصویر ذهنی هستند. به دلیل ماهیت درونگرای پدیده، شواهد بسیار کمی برای تأیید یا رد این دیدگاه وجود دارد.
فیلسوفانی مانند جرج بارکلی و دیوید هیوم و برخی روان‌شناسان تجربی از جمله ویلهلم وونت و ویلیام جیمز ایده‌ها را عموماً تصویر ذهنی در نظر می گرفتند. امروزه اعتقاد گسترده‌ای وجود دارد که بیشتر عملکردهای ذهنی به عنوان مدل‌های ذهنی، نقش مهمی در حافظه و تفکر ایفا می‌کنند. ویلیام برانت استفادهٔ عملی از عبارت «تصویر ذهنی» را تا سخنرانی جان تیندال در سال ۱۸۷۰ با عنوان «استفاده علمی از تصویرسازی» ردیابی کرده‌است.

## شکل‌گیری در مغز
خیال‌بافی و تصویرسازی ذهنی حین خواندن کتاب، دو نمونهٔ آشنای تصویر ذهنی هستند. نمونهٔ دیگر تصویری است که در زمان تمرین یا پیش از مسابقه در ذهن ورزشکار شکل می‌گیرد و مراحل رسیدن به هدف را در ذهن خود مرور می‌کند. گاهی موسیقی‌دانان می‌توانند هنگام شنیدن یک آهنگ، نت‌های آن را در ذهنشان ببینند.
به گفتهٔ استیون پینکر، روان‌شناس و دانشمند علوم شناختی، تجربیات ما از جهان پیرامون در ذهنمان به صورت تصویر ذهنی بازسازی می‌شود. سپس می‌توان تصویرهای ذهنی را کنار یکدیگر قرار داد یا با هم مقایسه کرد و یا تصویرهای کاملاً جدید ساخت. از این نظر، تصویر ذهنی به ما اجازه می‌دهد که با رابطه‌سازی میان توالی‌های مناسبی از تصاویر ذهنی نظریه‌های قابل استفاده‌ای دربارهٔ نحوهٔ عملکرد جهان در سرمان شکل دهیم.
چند نظریه دربارهٔ نحوهٔ شکل‌گیری تصاویر در ذهن وجود دارد. بر پایهٔ نظریهٔ کد دوگانه که در سال ۱۹۷۱ توسط آلن پایویو ایجاد شد، می‌توان از دو کد جداگانه برای ارائه اطلاعات در مغز استفاده کرد: کدهای تصویری و کدهای کلامی. کدهای تصویری چیزهایی مانند فکر کردن به تصویر سگ هنگام فکر کردن به سگ است؛ در حالی که کد کلامی می‌تواند فکر کردن به واژه «سگ» باشد. نمونهٔ دیگر فکر کردن به واژه‌های انتزاعی مانند عدالت و عشق یا واژه‌های واقعی مانند فیل یا میز است. روش ساده‌تر برای فکر کردن به واژه‌های انتزاعی استفاده از کد کلامی (با یافتن واژه‌هایی که آن‌ها را تعریف یا توصیف می‌کنند) است.
طبق نظریهٔ گزاره‌ای تصاویر به صورت کد گزاره‌ای منحصر به فردی در ذهن ذخیره می‌شوند که معنای مفهوم و نه خود تصویر را ذخیره می‌کند. این کدها ممکن است توصیفی از تصویر یا نمادین باشند. سپس کدها به کد کلامی و تصویری ترجمه می‌شوند تا تصویر ذهنی را ایجاد کنند.

## سبک‌های تمرین و یادگیری
برخی نظریه‌پردازان آموزش از ایدهٔ تصویرسازی ذهنی در مطالعات سبک‌های یادگیری بهره برده‌اند. به گفتهٔ طرفداران این نظریه‌ها مردم معمولاً فرایندهایی را یاد می‌گیرند که دستگاه‌های بینایی، شنوایی و عملی تخیلی را درگیر کند. از نظر این نظریه‌پردازان، یاددهی در شرایطی که چند دستگاه حسی درگیر شوند، در یادگیری سودمند است.